# Mistrzostwa Świata w Lekkoatletyce 2017 – sztafeta 4 × 100 m kobiet
Sztafeta 4 × 100 metrów kobiet – jedna z konkurencji biegowych drużynowych rozgrywanych podczas lekkoatletycznych mistrzostw świata na Stadionie Olimpijskim w Londynie.

## Terminarz
| Data        | Godzina |            |
| ----------- | ------- | ---------- |
| 12 sierpnia | 10:35   | Eliminacje |
| 12 sierpnia | 21:30   | Finał      |

## Rekordy
Tabela prezentuje rekord świata, rekordy poszczególnych kontynentów, mistrzostw świata, a także najlepszy rezultat na świecie w sezonie 2017 przed rozpoczęciem mistrzostw.
|                            | Zawodnik | Wynik | Miejsce     | Data                      |
| -------------------------- | --- | ----- | ----------- | ------------------------- |
| Rekord świata              | Stany Zjednoczone · (Tianna Madison, Allyson Felix, Bianca Knight, Carmelita Jeter)                             | 40,82 | Londyn      | 10 sierpnia 2012(dts)     |
| Rekord mistrzostw świata   | Jamajka · (Veronica Campbell-Brown, Natasha Morrison, Elaine Thompson, Shelly-Ann Fraser-Pryce)                 | 41,07 | Pekin       | 29 sierpnia 2015(dts)     |
| Listy światowe             | Stany Zjednoczone University of Oregon · (Makenzie Dunmore, Deajah Stevens, Hannah Cunliffe, Ariana Washington) | 42,12 | Torrance    | 15 kwietnia 2017(dts)     |
| Listy światowe             | Stany Zjednoczone Louisiana State University · (Mikiah Brisco, Kortnei Johnson, Jada Martin, Aleia Hobbs)       | 42,12 | Baton Rouge | 29 kwietnia 2017(dts)     |
| Rekord Afryki              | Nigeria · (Beatrice Utondu, Faith Idehen, Christy Opara-Thompson, Mary Onyali-Omagbemi)                         | 42,69 | Barcelona   | 7 sierpnia 1992(dts)      |
| Rekord Azji                | Chiny · (Xiao Lin, Li Yali, Liu Xiaomei, Li Xuemei)                                                             | 42,23 | Szanghaj    | 23 października 1997(dts) |
| Rekord Ameryki Północnej   | Stany Zjednoczone · (Tianna Madison, Allyson Felix, Bianca Knight, Carmelita Jeter)                             | 40,82 | Londyn      | 10 sierpnia 2012(dts)     |
| Rekord Ameryki Południowej | Brazylia · (Evelyn dos Santos, Ana Cláudia Silva, Franciela Krasucki, Rosângela Santos)                         | 42,29 | Moskwa      | 18 sierpnia 2013(dts)     |
| Rekord Europy              | NRD · (Silke Gladisch, Sabine Rieger, Ingrid Auerswald, Marlies Göhr)                                           | 41,37 | Canberra    | 6 października 1985(dts)  |
| Rekord Australii i Oceanii | Australia · (Rachael Massey, Suzanne Broadrick, Jodi Lambert, Melinda Gainsford-Taylor)                         | 42,99 | Polokwane   | 18 marca 2000(dts)        |

## Minima kwalifikacyjne
Aby zakwalifikować się do mistrzostw, należało znaleźć się w ósemce najlepszych sztafet zawodów 2017 roku lub ośmiu najlepszych sztafet na światowych listach według rankingu czasów (zaliczano wyniki uzyskane w okresie od 1 stycznia 2016 do 23 lipca 2017).

## Rezultaty

### Eliminacje
Awans: Pierwsze trzy z każdego biegu (Q) i dwie z najlepszymi czasami wśród przegranych.
| Pozycja | Bieg | Tor | Państwo                  | Zawodnicy                                                                      | Czas  | Uwagi   |
| ------- | ---- | --- | ------------------------ | ------------------------------------------------------------------------------ | ----- | ------- |
| 1       | 1    | 4   | Stany Zjednoczone        | Aaliyah Brown, Allyson Felix, Morolake Akinosun, Ariana Washington             | 41,84 | Q,      |
| 2       | 1    | 5   | Wielka Brytania          | Asha Philip, Desirèe Henry, Dina Asher-Smith, Daryll Neita                     | 41,93 | Q,      |
| 3       | 2    | 6   | Niemcy                   | Tatjana Pinto, Lisa Mayer, Gina Lückenkemper, Rebekka Haase                    | 42,34 | Q       |
| 4       | 1    | 9   | Szwajcaria               | Ajla Del Ponte, Sarah Atcho, Mujinga Kambundji, Salomé Kora                    | 42,50 | Q,      |
| 5       | 2    | 5   | Jamajka                  | Christania Williams, Natasha Morrison, Jura Levy, Sashalee Forbes              | 42,50 | Q       |
| 6       | 1    | 8   | Holandia                 | Madiea Ghafoor, Dafne Schippers, Naomi Sedney, Jamile Samuel                   | 42,64 | q,      |
| 7       | 2    | 9   | Brazylia                 | Franciela Krasucki, Ana Cláudia Lemos, Vitória Cristina Rosa, Rosângela Santos | 42,77 | Q,      |
| 8       | 2    | 2   | Trynidad i Tobago        | Kelly-Ann Baptiste, Michelle-Lee Ahye, Semoy Hackett, Khalifa St. Fort         | 42,91 | q,      |
| 9       | 1    | 7   | Francja                  | Orlann Ombissa-Dzangue, Ayodelé Ikuesan, Maroussia Paré, Carolle Zahi          | 42,92 | SB      |
| 10      | 1    | 6   | Ghana                    | Flings Owusu-Agyapong, Gemma Acheampong, Akua Obeng-Akrofi, Janet Amponsah     | 43,68 | SB      |
| 11      | 2    | 4   | Ukraina                  | Alina Kalistratova, Jelizaweta Bryzhina, Jana Kaczur, Hanna Plotitsyna         | 43,77 |         |
| 12      | 1    | 3   | Ekwador                  | Yuliana Angulo, Narcisa Landazuri, Romina Cifuentes, Ángela Tenorio            | 43,94 | SB      |
| 13      | 2    | 8   | Kazachstan               | Rima Kaszafutdinowa, Wiktorija Ziabkina, Swietłana Golendowa, Olga Safronowa   | 45,47 |         |
| -       | 2    | 3   | Bahamy                   | Devynne Charlton, Carmiesha Cox, Jenae Ambrose, Tynia Gaither                  | DNF   |         |
| -       | 2    | 7   | Chińska Republika Ludowa | Tao Yujia, Wei Yongli, Ge Manqi, Liang Xiaojing                                | DQ    | R 170,7 |
| -       | 1    | 2   | Nigeria                  |                                                                                | DNS   |         |

### Finał
| Pozycja | Tor | Państwo           | Zawodnicy                                                                      | Czas  | Uwagi |
| ------- | --- | ----------------- | ------------------------------------------------------------------------------ | ----- | ----- |
| 01 !    | 4   | Stany Zjednoczone | Aaliyah Brown, Allyson Felix, Morolake Akinosun, Tori Bowie                    | 41,82 | WL    |
| 02 !    | 5   | Wielka Brytania   | Asha Philip, Desirèe Henry, Dina Asher-Smith, Daryll Neita                     | 42,12 |       |
| 03 !    | 7   | Jamajka           | Jura Levy, Natasha Morrison, Simone Facey, Sashalee Forbes                     | 42,19 | SB    |
| 4       | 6   | Niemcy            | Tatjana Pinto, Lisa Mayer, Gina Lückenkemper, Rebekka Haase                    | 42,36 |       |
| 5       | 9   | Szwajcaria        | Ajla Del Ponte, Sarah Atcho, Mujinga Kambundji, Salomé Kora                    | 42,51 |       |
| 6       | 3   | Trynidad i Tobago | Semoy Hackett, Michelle-Lee Ahye, Khalifa St. Fort, Kelly-Ann Baptiste         | 42,62 | SB    |
| 7       | 8   | Brazylia          | Franciela Krasucki, Ana Cláudia Lemos, Vitória Cristina Rosa, Rosângela Santos | 42,63 | SB    |
| 8       | 2   | Holandia          | Tessa van Schagen, Dafne Schippers, Naomi Sedney, Jamile Samuel                | 43,07 |       |